# محافظة الوسطى (عمان)
محافظة الوسطى هي إحدى محافظات سلطنة عمان، كانت في السابق منطقة قبل أن تصبح محافظة في 28 أكتوبر 2011. سميت بالوسطى نظرا لموقعها الجغرافي الذي يتوسط السلطنة بين شمال عمان وجنوب عمان، وتربط شمال عمان بجنوبها.
تتصل من جهة الشرق ببحر العرب ومن الغرب بصحراء الربع الخالي ومن الشمال بمحافظة جنوب الشرقيه ومحافظة شمال الشرقيه ومحافظة الداخلية ومحافظة الظاهرة ومن الجنوب بمحافظة ظفار
تبلغ مساحة المحافظة 79 ألف كم مربع ويشكل سكانها نسبة 1% من إجمالي سكان السلطنه ، حيث يبلغ عدد سكانها 40 ألف نسمة وبذالك فهي أقل المحافظات العمانية كثافة بالسكان.

## التقسيم الإداري
تتكون محافظة الوسطى من 4 ولايات كما يلي:
- ولاية محوت
- ولاية الدقم
- ولاية هيما (مركز المحافظة).
- ولاية الجازر.

## الشواطئ في المحافظة
وتشتهر محافظة الوسطى بمجموعة من الشواطئ التي تتميز برمالها الناعمة البيضاء النظيفة، والمحاطة بالصخور التي تبدو كالمظلات الطبيعية المنحوتة، علي سبيل المثال لا الحصر :
- شاطئ شوعير:يوجد في الدقم بالقرب من الفنادق والمنتجعات الحديثة.
- شاطئ رأس مركز:الذي يقع أسفل تل مرتفع من التلال الصخرية بالقرب من قرية ظهر
- شاطئ رأس مدركة:الذي يقع على بعد نحو 80 كيلومترا عن مركز ولاية الدقم، ويعد أحد الشواطئ التي يقصدها السياح لممارسة أنشطة التخييم.[7]